# Severiano de Almeida
Severiano de Almeida is een gemeente in de Braziliaanse deelstaat Rio Grande do Sul. De gemeente telt 3.966 inwoners (schatting 2009).